# Lotus pseudocreticus
Lotus pseudocreticus là một loài thực vật có hoa trong họ Đậu. Loài này được Maire & al. miêu tả khoa học đầu tiên.